# Борисюк Зоя Петрівна
Борисю́к Зоя Петрівна (18 жовтня 1949, с. Уховецьк, Ковельський район, Волинська область) — український філолог, археограф і перекладачка з французької, англійської та російської мов. Лауреат Премії Григорія Сковороди.

## З біографії
У 1966—1971 роках навчалася в Київському державному педагогічному інституті іноземних мов на факультеті французької мови й літератури.
Працює на посаді наукового співробітника Відділу вивчення та публікації зарубіжних джерел з історії України в Інституті української археографії й джерелознавства ім. М. Грушевського Національної академії наук України.
Перекладає переважно гуманітаристику з французької, англійської російської мов. 2008 року її переклад книги Даніеля Бовуа «Російська влада та польська шляхта в Україні 1793—1830» («Кальварія», Львів) був відзначений Премією Григорія Сковороди.

## Переклади
- Письма Л. С. Пушкина к М. В. Юзефовичу (1831—1843). — В кн.: Пушкин: Исследований и материалы. Т. Х.- Ленинград: Наука, 1982, с.326-355. (Пер. з франц. 14 листів).
- Боплан Г. Левассер де. Опис України. — Київ: Наукова думка, 1990. — 112 с. Пер. з франц.
- Драгоманов М. Русько-українські селяни під угорськими лібералами. Пер. з франц. — Всесвіт, № 12, 1991, с. 187—190.
- Гарвардські українознавчі студії. Покажчик до І-ХУ томів. Переклад з англійської. — Київ, 1992, 175 с.
- Вебер Олів'є. Східна Європа: спецслужби ще діють. Пер. з франц. — Всесвіт, № 1, 1991, с.230-233.
- Де ля Фліз. Альбоми. Т.1. Етнографічні описи селян Київської губернії. — Київ, 1966. — С.151-171. Пер. з франц.
- Даніель Бовуа. Шляхтич, кріпак і ревізор. Польська шляхта між царизмом та українськими масами (1831—1863). — Київ: Інтел, 1966. — 415 с. Пер. з франц.
- Клод Леві-Строс. Структурна антропологія. — Київ: Основи, 1997. Пер. з франц.
- Бовуа Даніель. Битва за землю в Україні. 1863—1914. Поляки в соціо-етнічних конфліктах. — Київ: Критика, 1998. −346 с. Пер. з франц.
- Боплан Г. Л. В. Принципи військової геометрії. — В зб.: Боплан і Україна. — Львів, 1998, с.279-293. Пер. з франц.
- Куртуа С., Верт Н. Та ін. Комунізм в африканських державах. Стаття та розділ з «Чорної книга комунізму». — Всесвіт, № 10, 1998. -С.139-149. Пер. з франц.
- Де ля Фліз. Альбоми. Т.2. Медико-топографічний опис державних маєтностей Київської округи. — Київ, 1999, с.638-675. Пер. з франц.
- Реймон Арон. Мир і війна між націями. — Київ: Юніверс, 2000, с.5-42, 343—496. Пер. з франц.
- Рене Декарт. Метафізичні розмисли. — Київ: Юніверс, 2000, с.21-298.

Пер. з франц.
- Ілько Борщак. Україна в літературі Західної Європи. — Київ, 2000. −364 с. Впорядкування, загальна редакція перекладу з французької.
- Антоніо Перотті. Виступ на захист полікультурності. — Львів: Кальварія, 2001. Пер. з франц.
- Даніель Бовуа. Російська влада і польська шляхта в Україні 1793—1830 рр.- Львів: Кальварія, 2006. Пер. з франц.
- Ерік-Емманюель Шмітт. Оскар і рожева пані — Львів: Кальварія, 2005. Пер. з франц.
- Ерік-Емманюель Шмітт. Дитя Ноя. — Львів, Кальварія, 2009. — 128 с. ISBN 978-966-663-266-4
- Ерік-Емманюель Шмітт. Мрійниця з Остенде. Новели. — Львів: Кальварія, 2013. — 192 с. ISBN 978-966-663-403-3

## Джерело
- Профіль на сайті видавництва «Кальварія»